# Oriental Beat
Oriental Beat é o segundo álbum de estúdio da banda finlandesa de glam punk Hanoi Rocks, gravado em Londres e lançado em 1982. 

## Faixas
Todas as faixas escritas por Andy McCoy, exceto onde anotado
1. Motorvatin' (McCoy, Monroe) – 3:12
2. Don't Follow Me – 3:17
3. Visitor – 3:13
4. Teenangels Outsiders (McCoy, Monroe) – 3:22
5. Sweet Home Suburbia – 4:43
6. M.C. Baby – 3:01
7. No Law or Order – 3:41
8. Oriental Beat – 3:08
9. Devil Woman – 2:54
10. Lightnin' Bar Blues (Axton) – 2:38
11. Fallen Star – 2:33

### Versões
Sebastian Bach, ex-vocalista da banda Skid Row, gravou versões cover das faixas Motorvatin' e Fallen Star para seu segundo álbum solo, Bach 2: Basics. Nesse álbum, as faixas aparecem como um medley com 5:40 de duração.

## Créditos
- Michael Monroe – Vocal, gaita
- Andy McCoy – Guitarra
- Nasty Suicide – Guitarra rítmica
- Sam Yaffa – Baixo
- Gyp Casino – Bateria